# هفته بازی‌های پاریس
هفته بازی‌های پاریس (به انگلیسی: Paris Games Week) یا به طور خلاصه PGW، یک نمایشگاه بازرگانی مخصوص بازی‌های ویدئویی است که هر سال در نمایشگاه پورته د ورسایلس واقع در پاریس، فرانسه برگزار می‌شود. این رویداد توسط یک سازمان فرانسوی حامی بازی‌های ویدئویی به‌نام SELL برگزار می‌شود.